# Pseudodichanthium
Pseudodichanthium es un género de plantas herbáceas de la familia de las poáceas. Es originario de Bombay en India.

## Especies
- Pseudodichanthium cookei
- Pseudodichanthium serrafalcoides